# أحمد مرسي
أحمد مرسي  ممثل مصري من مواليد 27 نوفمبر 1929، بدأ مشواره الفني بدور صغير عام 1960 في فيلم «الغجرية» للمخرج السيد زيادة، واستمر لمدة أكثر من ثلاثين عاماُ كان حصيلتهم الفنية 79 عملاً بين السينما والتلفزيون  وتوفي في 22 يناير 1997 عن عمر يناهز 68 سنة.

## من أهمهم أعماله
- 1963:  شباب طائش

فيلم «تحت سماء المدينة» عام 1961 للمخرج حسين حلمي المهندس (قام بدور محمد السفرجي).
- فيلم 1986: آه يا بلد آه
- فيلم «اللهب» عام 1964 للمخرج عبد الرحمن شريف (قام بدور مصطفى عبد الله).[7][8]
- فيلم «المتمردون» عام 1968 للمخرج توفيق صالح (قام بدور عثمان محجوب).[9][10]
- فيلم «الشيماء» عام 1972 للمخرج حسام الدين مصطفى (قام بدور مسعود).[11][12]
- فيلم «الدنيا على جناح يمامة» عام 1988 للمخرج عاطف الطيب (قام بدور صول).[13][14]